# Masnedø
Masnedø is een klein eiland in de Denemarken. Het eiland is 1,68 km² groot en heeft 156 inwoners (2005).
Masnedø wordt door de Masnedsundbrug verbonden met het eiland Seeland en door de Storstrømbrug met het eiland Falster. De Sekundærrute 153 tussen Vordingborg en Rødbyhavn loopt over het eiland.